# Sulcicnephia viculinae
Sulcicnephia viculinae är en tvåvingeart som beskrevs av Yankovsky 1989. Sulcicnephia viculinae ingår i släktet Sulcicnephia och familjen knott. Inga underarter finns listade i Catalogue of Life.